# Première dame d'honneur

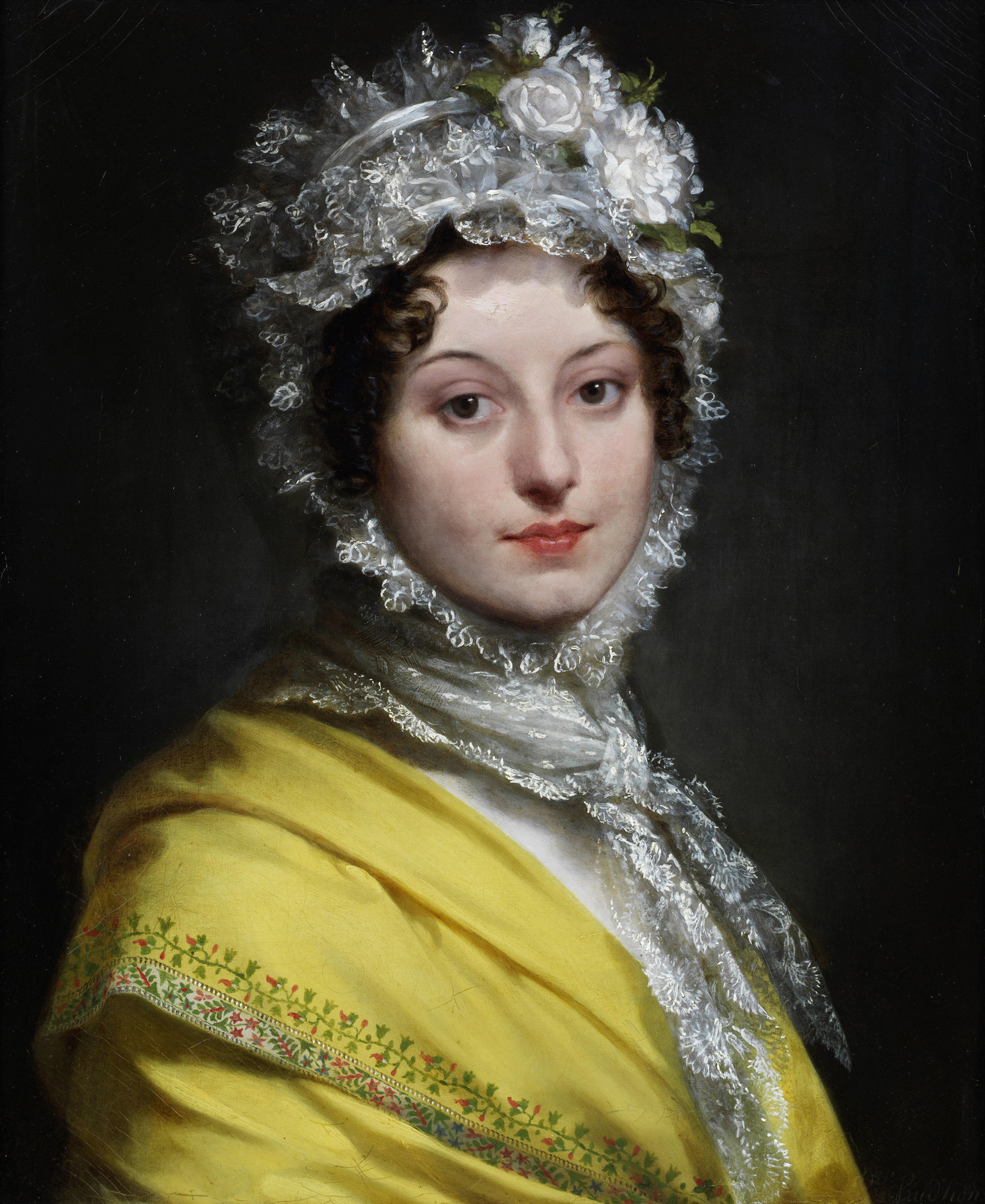
Prudhon - Louise Antonieta Scholastique Guéheneuc (1782-1856)

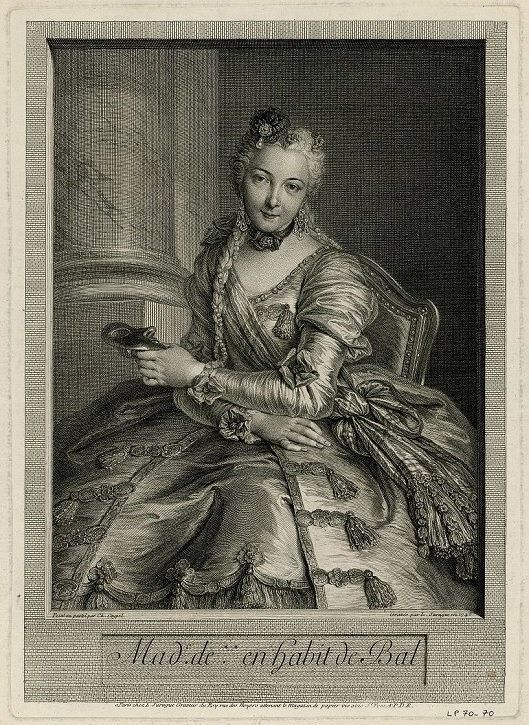
Condessa de Noailles

Première dame d'honneur ("Primeira-dama de honra"), ou apenas dame d'honneur ("dama de honra"), foi um cargo na corte real de França. Existiu em quase todas as cortes francesas a partir do século 16. Embora os deveres do cargo tenham mudado, a dame d'honneur era normalmente a primeira ou a segunda posição de todas as damas de companhia. A dame d'honneur era selecionada a partir de membros da alta nobreza francesa.

## História
O cargo foi criado em 1523.A dame d'honneur tinha como função: supervisionar as cortesãs, controlar o orçamento, encomendar compras necessárias, e organizar a conta anual e a lista de pessoal; supervisionar a rotina diária, e participar usualmente, nas funções cerimonias da corte, bem como acompanhar e apresentar aqueles que têm audiência com a rainha. Tinha as chaves para os quartos pessoais da rainha em sua posse.
Quando a dame d'honneur estava ausente, era substituída pelo dame d'atour, que normalmente tinha a responsabilidade do guarda-roupa e jóias da rainha, bem como o vestir da rainha.
Em 1619, o cargo de Surintendante de la Maison de la Reine, ou apenas surintendante, foi criado. A surintendante tinha quase as mesmas tarefas que a dame d'honneur: receber o juramento do pessoal feminino antes de assumir o cargo e supervisionar a rotina diária, bem como organizar as contas e lista do pessoal, mas foi colocada na classificação acima da dame d'honneur. Sempre que a surintendante estava ausente, era substituída pela dame d'honneur. O cargo de surintendante poderia ser deixado vago por longos períodos, como entre a morte de Marie Anne Bourbon, em 1741 e a nomeação de Princesa Maria Luísa de Sabóia, em 1775.
O termo dame d'honneur é também usado como um termo para uma dama de companhia francesa em geral. A partir de 1523, o grupo de damas de companhia que frequentam a corte como companheiras da rainha tinham o título de dame d'honneur (comumente apenas "dame"), daí o título de "Première dame d'honneur" ("Primeira dama de honor") para distinguir entre a dama de companhia chefe e as restantes (casadas) damas de companhia. Em 1674, no entanto, uma reforma passa tanto as casadas dame d'honneur ou dames, como as solteiras, a filles d'honneur ("dama de honra") ou de filles (meninas) com a dame du palais.
A posição de dame d'honneur, foi reavivada durante o Primeiro Império, onde as principais damas de companhia para a imperatriz tinham o mesmo título.
Durante o Segundo Império, a dame d'honneur tinha a mesma posição de antes, agora formalmente na segunda posição, abaixo da surintendante com o título de Grande-Maitresse.

## Lista de Première dame d'honneur de rainhas de França

### Dame d'honneur deLeonor da Áustria1532-1547
- 1532-1535: Louise de Montmorency

### Dame d'honneur deCatarina de Médici1547-1589
- 1547-1560: Francisca de Brézé
- 1560-1561: Jaqueline de Longwy, Duquesa de Montpensier
- 1561-1578: Philippes de Montespedon, Princesa de la Roche-sur-Yon
- 1578-1589: Alphonsine Strozzi, Condessa de Fiesque

### Dame d'honneur deMaria Stuart1559-1560
- 1559-1560: Guilhermina de Sarbruque

### Dame d'honneur deIsabel da Áustria1570-1574
- 1570-1574: Madeleine de Savoy de Montmorency

### Dame d'honneur deLuísa de Lorena-Vaudémont1575-1601
- 1575-1583: Jeanne de Vivonne, Dame de Clermont, Baronesa de Dampierre
- 1583-1585: Louise de Hallwyn, Condessa de Cipierre (Juntamente com Madame de Randan)
- 1583-1601: Fulvie Pic de Mirandole, Condessa de Randan (Juntamente com Madame de Cipierre)

### Dame d'honneur deMaria de Médici1600-1632
- 1600-1632: Antonieta de Pons, Marquesa de Guercheville

### Dame d'honneur deAna de Áustria1615-1666
Para os primeiros anos em França, antes da sua comitiva espanhola ser enviada de volta para Espanha, Ana tinha um titular francês e um espanhol em vários cargos da sua corte.
- 1615-1618: Inéz Enrìquez de Sandoval y Rojas, Condessa de la Torres, em conjunto com Madame de Montmorency)
- 1615-1624: Laurence de Clermont-Montoison, Duquesa de Montmorency (Juntamente com a Condessa de la Torres)
- 1624-1626: Charlotte de Villiers-Saint-Pol, Condessa de dos lannoy
- 1626-1638: Marie de la Rochefoucauld de Bauffremont, Marquesa de Senecey (1º mandato)
- 1638-1643: Catherine de Sainte-Maure, Condessa de Brassac
- 1643-1666: Marie-Claire de la Rochefoucauld de Bauffremont, Marquesa de Senecey (2º mandato)

### Dame d'honneur deMaria Teresa de Áustria1660-1683
- 1660-1664: Susanne de Baudéan de Neuillant de Parabere, Duquesa de Navailles
- 1664-1671: Julie d'Angennes, Duquesa de Montausier
- 1671-1679: Anne Poussard de Fors du Vigean, a Duquesa de Richelieu
- 1679-1683: Anne Armande de Saint Gelais de Lansac, Duquesa de Crequy

### Dame d'honneur deMarie Leszczyńska1725-1768
- 1725-1735: Catherine-Charlotte de Gramont, Duquesa de Boufflers
- 1735-1763: Marie Brûlart de la Borde, Duquesa de Luynes
- 1751-1761: Henriette-Nicole Pignatelli d'Egmont, a duquesa de Chevreuse (substituto)
- 1763-1768: Anne d'Arpajon, Condessa de Noailles (primeiro mandato)

### Dame d'honneur deMaria Antonieta1774-1792
- 1774-1775: Anne d''Arpajon, Condessa de Noailles (segundo mandato)
- 1775-1790: Laure-Auguste de Fitz-James, Princesa de Chimay

### Dame d'honneur deJosefina de Beauharnais1804-1814
- 1804-1809: Adélaïde de La Rochefoucauld

### Dame d'honneur deMarie Luísa de Áustria1810-1814
- 1810-1814: Louise Antonieta Lannes, Duquesa de Montebello

### Dame d'honneur deMaria Amélia de Nápoles e Sicília, 1830-1848
- 1830-1849: Christine-Zoë de Montjoye, marquise de Dolomieu[6]

### Dame d'honneur deEugénia de Montijo1853-1870
- 1853-1867: Pauline de Bassano
- 1867-1870: Marie-Anne Walewska